# Kaina Yoshio
Kaina Yoshio (西山 大雅 Yoshio Kaina?, Hyōgo, 28 de junio de 1998) es un futbolista japonés que juega como mediocampista en el Montedio Yamagata de la J2 League.

## Clubes
| Club                          | País          | Año       |
| ----------------------------- | ------------- | --------- |
| Yokohama F. Marinos           | Japón         | 2017-2024 |
| Vegalta Sendai (cedido)       | Japón         | 2019      |
| F. C. Machida Zelvia (cedido) | Japón         | 2020-2021 |
| Jeju United F. C. (cedido)    | Corea del Sur | 2024      |
| Montedio Yamagata             | Japón         | 2025-     |

## Palmarés

### Títulos nacionales
| Título    | Club                | País  | Año  |
| --------- | ------------------- | ----- | ---- |
| J1 League | Yokohama F. Marinos | Japón | 2022 |